# 井口ユミ
井口 ユミ（いぐち ユミ、10月11日 - ）は、日本の漫画家。てんびん座のA型。

## 経歴
デビュー作は「わらって笑ちゃん」（1981年ティーンコミック）で、小学館の雑誌や学年誌で1980年代から1990年代にかけて活動した。ひらいけい名義で少年向け作品を執筆したり、炎もゆる・速水憂海名義で成人向け漫画の分野で活動。アニメとラーメンが大好き。
宝石のように輝く大きな瞳を持ったキャラクターが多く、後の少女漫画的(特に低年齢向け)画風の源流になった。
「Sweetらぶらぶ」に関しては1986年4月「小学三年生」の連載を皮切りに1987年4月からは「小学四年生」「小学二年生」の各誌に連続連載された。連続連載は1989年12月まで続き、小学生の女児に人気の漫画だった。
2012年「Sweetらぶらぶ」の単行本収録全話がデジタル化され、ポストペイ形式のダウンロードコミックになった。作者曰く、同作品は「小学校の頃は元気な友達がうらやましかった。（Sweetらぶらぶは）子供の頃の私の夢です」と単行本上で語っている。

## 作品リスト

### 井口ユミ名義
- ぺちゃくちゃジョッキー(原作：佐藤ひでゆき、「小学五年生」1983年7月号-1984年3月号）
- GO!GO!5 (原作：佐藤ひでゆき、「小学五年生」1984年4月号-1985年3月号）
- どろろんかげゆくん（1989年、秋田書店「ひとみDX」）
- Sweetらぶらぶ（小学館てんとう虫コミックス 全6巻）
- はっぴいミント（「小学二年生」1989年10月号-1990年1月号）
- 不思議少女ナイルなトトメス（原作:石ノ森章太郎）
- 美少女仮面ポワトリン（原作:石ノ森章太郎）
- こずえちゃんとキキ（読切、「ぴょんぴょん」1992年8月号）

### ひらいけい名義
- YUMEMI白書（1984-1985年、月刊少年ジャンプ）
- ぼくのドックン体験(1986年、Hobby's jump)
- ママはバージン16歳（月刊少年チャンピオン）
- トゥインクルハート : 銀河系までとどかない（原作：奥田誠治、寺田憲史、1987年、角川書店）
- 火翔炎舞伝(1992年、読切、Comic master EX4号)

### 炎もゆる名義
- マーダーゲーム（大陸書房「コミックチューリップ」vol.6 - 18[休刊号]）

## 弟子・アシスタント
- 谷沢直[1]